# Bitwa pod Spring Hill
Bitwa pod Spring Hill – jedna z bitew, która odbyła się podczas wojny secesyjnej, w kampanii Franklin-Nashville. Została stoczona 29 listopada 1864 roku w Spring Hill w Tennessee. Konfederacką Armią Tennessee, w liczbie 12 000 żołnierzy, dowodził generał John Bell Hood, siłami Unii, w liczbie 7 000 żołnierzy, dowodził generał dywizji John Schofield. Bitwa rozpoczęła się atakiem kawalerii Forresta na IV Korpus o 11:30. Potyczka zakończyła się zwycięstwem Unii.